# Zarevo, Srbija
Zarevo (izvirno srbsko Варево) je naselje v Srbiji, ki upravno spada pod Občino Raška; slednja pa je del Raškega upravnega okraja.

## Demografija
V naselju živi 1192 polnoletnih prebivalcev, pri čemer je njihova povprečna starost 38,0 let (38,0 pri moških in 38,0 pri ženskah). Naselje ima 466 gospodinjstev, pri čemer je povprečno število članov na gospodinjstvo 3,21.
To naselje je, glede na rezultate popisa iz leta 2002, večinoma srbsko, a v času zadnjih 3 popisov je opazen porast števila prebivalcev.
|  |

| Demografija | Demografija     | Demografija     |
| Leto        | Št. prebivalcev | Št. prebivalcev |
| ----------- | --------------- | --------------- |
|             |                 |                 |
|             |                 |                 |
|             |                 |                 |
|             |                 |                 |
| 1948        | 632             |                 |
| 1953        | 687             |                 |
| 1961        | 672             |                 |
| 1971        | 684             |                 |
| 1981        | 1181            |                 |
| 1991        | 1419            | 1389            |
| 2002        | 1523            | 1497            |
|             |                 |                 |

| Etnična sestava po popisu iz leta 2002 | Etnična sestava po popisu iz leta 2002 | Etnična sestava po popisu iz leta 2002 | Etnična sestava po popisu iz leta 2002 | Etnična sestava po popisu iz leta 2002 |
| -------------------------------------- | -------------------------------------- | -------------------------------------- | -------------------------------------- | -------------------------------------- |
| Srbi                                   | Srbi                                   |                                        | 1.481                                  | 98,93%                                 |
| Črnogorci                              | Črnogorci                              |                                        | 7                                      | 0,46%                                  |
| Makedonci                              | Makedonci                              |                                        | 2                                      | 0,13%                                  |
| Jugoslovani                            | Jugoslovani                            |                                        | 2                                      | 0,13%                                  |
| Albanci                                | Albanci                                |                                        | 1                                      | 0,06%                                  |
| Neznano                                | Neznano                                |                                        | 2                                      | 0,13%                                  |